# Highland Railway

Hauptstrecken der Highland Railway

Die Highland Railway (HR) war eine britische Eisenbahngesellschaft. Die Länge des Streckennetzes im Norden Schottlands betrug 1922, im letzten Betriebsjahr, 814 km. Ihre Hauptstrecke führte von Perth über Inverness nach Wick und Thurso.

## Geschichte

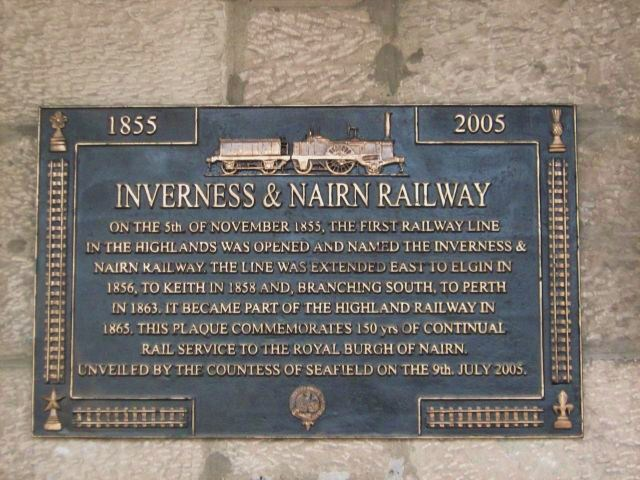
Plakette für die Inverness and Nain Railway, Nairn station

Die Keimzelle der HR war die 1854 gegründete und am 5. November 1855 eröffnete Inverness and Nairn Railway. Im Jahr 1858 wurde durch die Inverness and Aberdeen Junction Railway (I&AJR) die Strecke zwischen Nairn und Keith eröffnet. Zugleich übernahm die I&AJR den Betrieb der Inverness and Nairn Railway. In Keith bestand Anschluss an die Strecke der Great North of Scotland Railway (GNSR) nach Aberdeen, über die auch das übrige britische Eisenbahnnetz erreichbar war. 1863 eröffnete die unter maßgeblicher Beteiligung der I&AJR gegründete Inverness and Perth Junction Railway ihre Strecke zwischen Forres und Dunkeld, die heutige Highland Main Line. 1865 fusionierten beide Gesellschaften unter Übernahme der Perth and Dunkeld Railway zur Highland Railway. Im gleichen Jahr ging auch die Inverness and Ross-shire Railway in der HR auf, die 1862 den ersten Abschnitt der Far North Line zwischen Inverness und Dingwall gebaut hatte.
Im Jahr 1884 übernahm die HR mehrere Gesellschaften, die die Kyle of Lochalsh Line und die weiteren Abschnitte der Far North Line gebaut hatten. Der Betrieb dieser Strecken war bereits seit ihrer jeweiligen Eröffnung durch die HR übernommen worden: 
- Sutherland Railway
- Dingwall and Skye Railway
- Duke of Sutherland's Railway
- Sutherland and Caithness Railway

Daneben baute die HR diverse Zweigstrecken, deren letzte jedoch in den 1960er Jahren infolge der Beeching-Axt stillgelegt wurden. Ab 1902 bzw. 1903 übernahm die HR zudem den Betrieb zweier nach dem Light Railways Act gebauten Strecken, der Dornoch Light Railway und der Wick and Lybster Light Railway. Planungen für weitere Strecken, etwa nach Ullapool, Lochinver oder auf der Isle of Skye scheiterten an der bedingt durch die dünne Besiedelung der Highlands fehlenden Wirtschaftlichkeit. Mit dem Inkrafttreten des Railways Act 1921 ging die HR zum 1. Januar 1923 in der London, Midland and Scottish Railway auf. 
Zwischen 1871 und 1880 betrieb die Highland Railway auch Schiffslinien zwischen Stromeferry, dem damaligen Endpunkt der Kyle of Lochalsh Line, und den Häfen Portree auf Skye und Stornoway auf Lewis and Harris. Insgesamt besaß die Bahngesellschaft dazu in dieser Zeit vier kleinere Dampfer. Seinerzeit bekannt wurde der Fall der Ferret, die der Highland Railway 1880 durch Betrüger abgenommen wurde und schließlich in Australien wieder auftauchte.

## Lokomotiven und Wagen

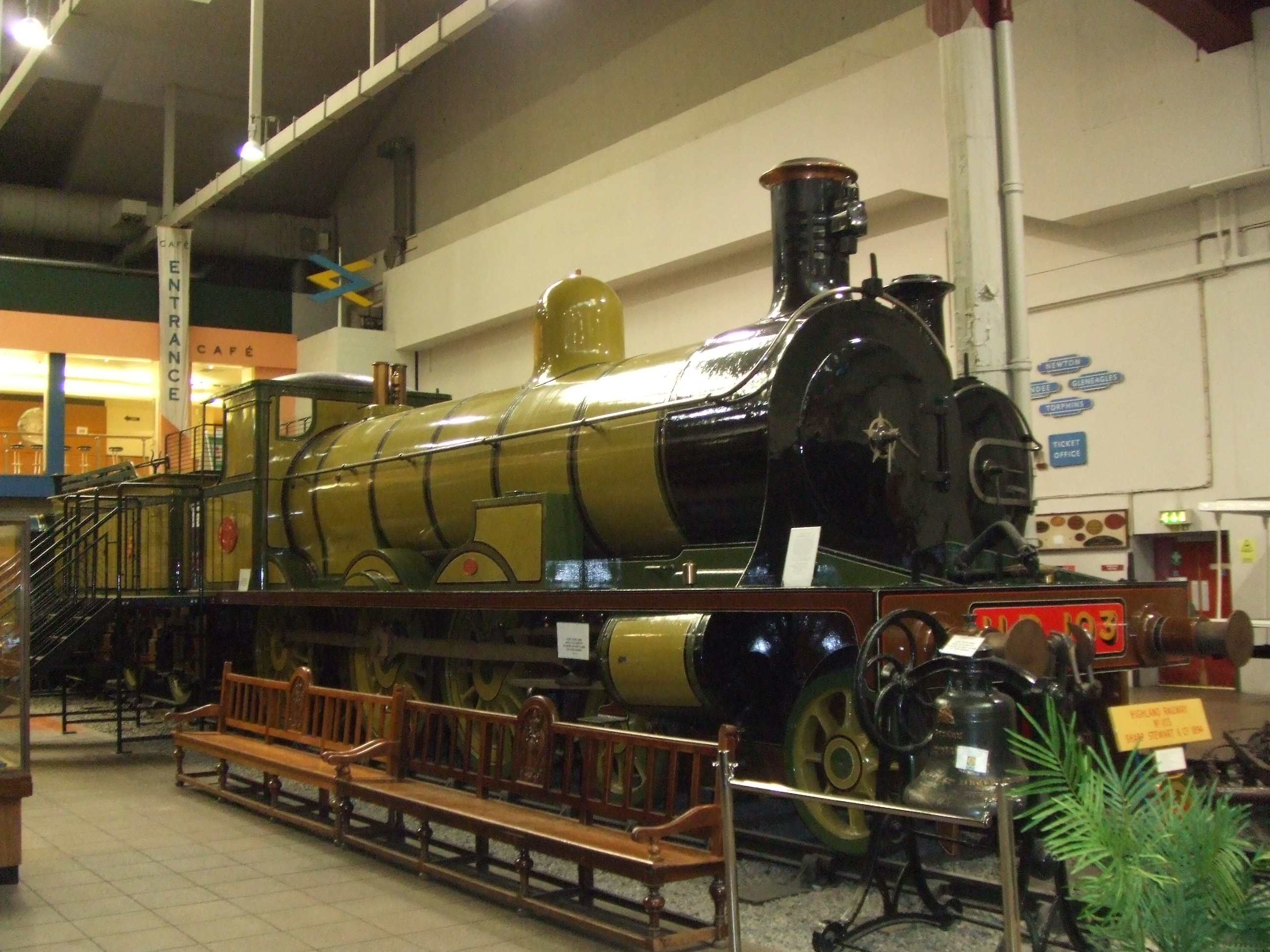
Erhaltene Lokomotive Nr. 103 der HR-Klasse I „Jones Goods“

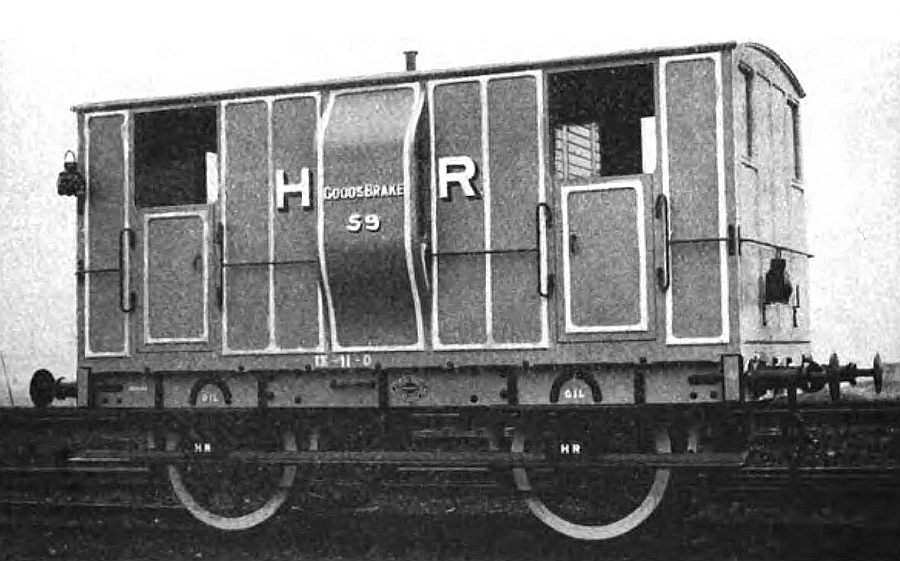
Goods Brake Van nach Musterblatt 26

Im Juni 1888 war die Gesellschaft im Besitz von 84 Dampflokomotiven, 306 Reisezugwagen und 2483 Güterwagen. Bis 1905 stieg der Bestand auf 146 Dampflokomotiven und 3338 Personen- und Güterwagen an. Am 31. Dezember 1922, zum Ende ihrer Selbständigkeit, waren 173 Dampflokomotiven, 797 Reisezugwagen, 2718 Güterwagen und 112 Dienstwagen im Bestand der HR. 23 der Lokomotiven wurden allerdings von der LMS bald ausgemustert und nicht mehr in ihr Nummernschema übernommen.